# Menesia niveoguttata
Menesia niveoguttata es una especie de escarabajo longicornio del género Menesia, categorizada en la tribu Saperdini, de la subfamilia Lamiinae. Fue descrita por .

## Descripción
Mide 7-9 mm de longitud.

## Distribución
Se distribuye por Malasia.